# II. Henrik német-római császár
II. Henrik vagy Szent Henrik (németül: Heinrich II der Heilige), (973. május 6. – 1024. július 13.) a Liudolf-házból származó ötödik német-római császár, a Szász dinasztia utolsó császára, Boldog Gizella magyar királyné bátyja. Bajor herceg 995–1004 között, német király 1002–1024 között, német-római császár 1014. február 14. után.

## Élete

### Ifjúsága
Henrik korán kapcsolatba került az egyházzal; egyházi nevelést kapott, feltehetőleg II. Ottó parancsára. A császár ezzel az utasításával azt szerette volna biztosítani, hogy II. Civakodó Henrik gyermeke ne kövesse édesapja lázongó példáját.
A leendő császár először Ábrahám freisingi püspöknél talált menedéket, később pedig a hildesheimi katedrális iskolájában nevelkedett.
A regensburgi Szent Emmerám templomban, Wolfgang püspök felügyelete alatt ismerte meg Henrik a gorzei kolostorból induló reform eszmeiségét.
Henrik 995-ben lépett édesapja örökébe, mint IV. Henrik bajor herceg.

### Trónralépte
Henrik útban volt Róma felé ostromlott unokatestvére, III. Ottó kiszabadítására, amikor a császár 1002 januárjában meghalt. Tudva azt, hogy az örökösödésben nem ő az egyetlen jelölt, Henrik gyorsan megszerezte a hatalmi jelvényeket halott unokatestvérétől. Willigis mainzi érsek támogatásával nyerte el a trónt. Elismertetése nem ment végbe minden ellenállás nélkül: Ekkehard meisseni őrgróf és II. Hermann sváb herceg fegyveres harcot indított ellene, ám miután az előbbi egy ütközetben elesett, utóbbi is meghódolt Henrik előtt – aki ettől kezdve uralkodása legfőbb támaszait az egyháziakban látta. Az egyház helyzetét adományokkal igyekezett stabilizálni. A püspököknek királyi jogköröket biztosított, melyért cserébe hűségükkel számolt.

### Első lengyel hadjárat
Henrik a következő két évet hatalma és határai megszilárdításával töltötte. I. Boleszláv lengyel király beavatkozott a birodalmi hűbéres Csehország trónviszályaiba, sőt 1003-ban el is foglalta azt, valamint a birodalomhoz tartozó Meissen és Lausitz őrgrófságokat.

### Első itáliai hadjárat
Ezek után Itáliába indult Ivreai Arduin ellen, aki III. Ottó halála után Itália királyává koronáztatta magát. Miután Arduinra vereséget mért, Milánóban őt koronázták Itáliai királlyá – ettől kezdve ezt címet csak a német uralkodók viselték. A hadjárat kemény és kegyetlen volt, és a végén Henriknek fel kellett adnia, hogy ismét Lengyelország felé tudjon fordulni.
Nem mellesleg 1004-ben Henrik újjászervezte a Merseburgi egyházmegyét.

### Második lengyel hadjárat

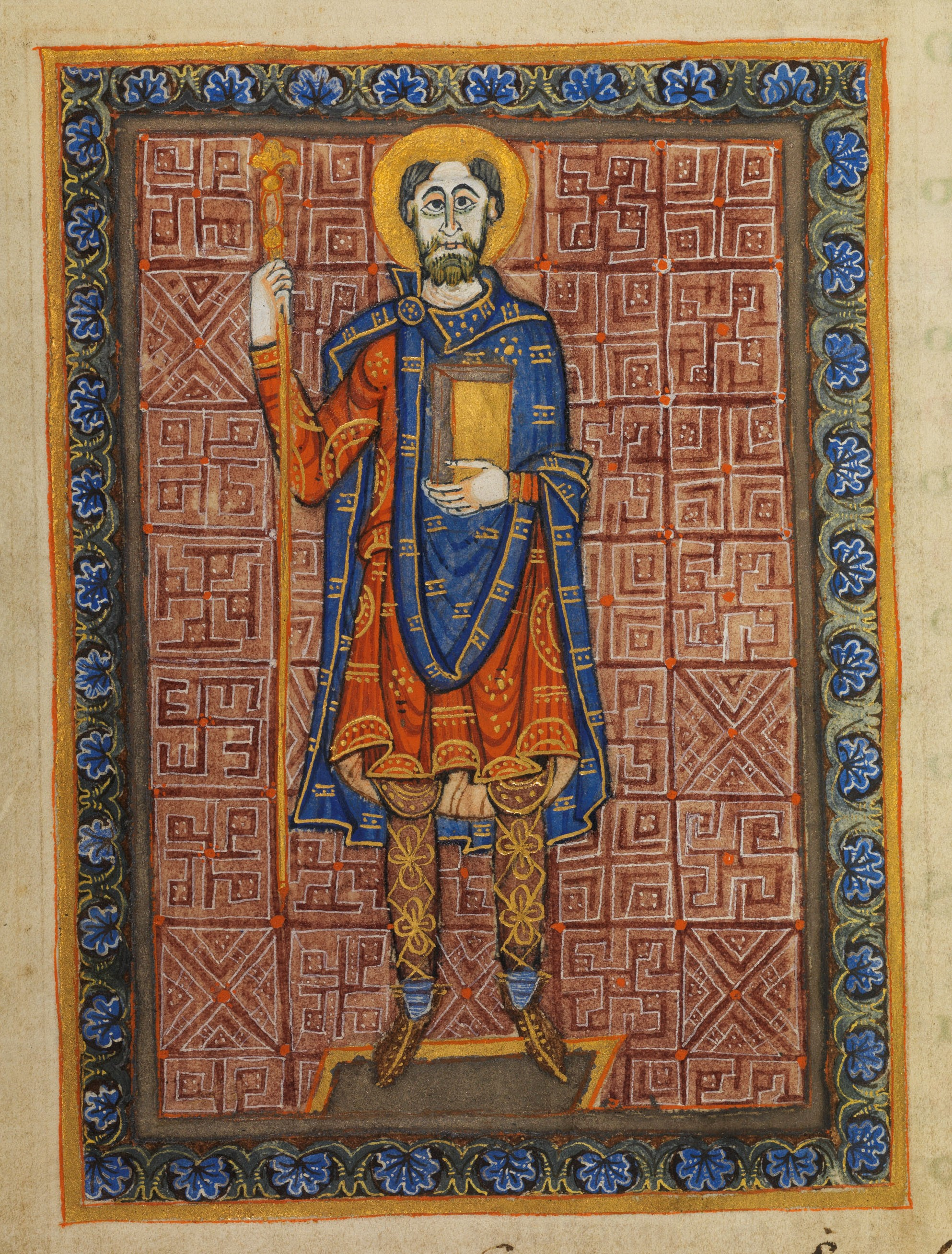
II. Henrik

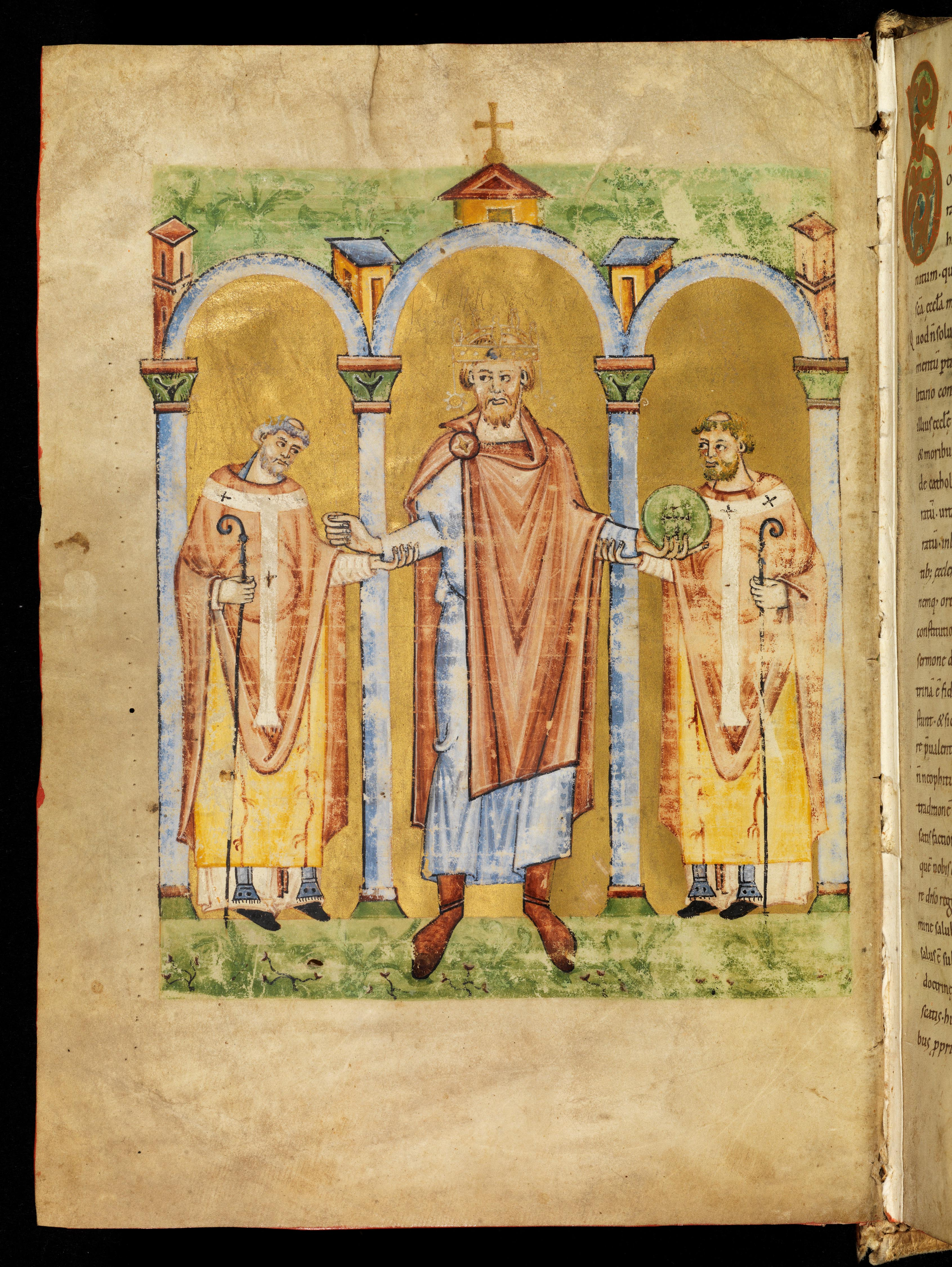
II. Henrik két püspökkel (kortárs ábrázolás)

Itáliából hazatérve megtámadta Boleszlávot, és Csehországból kiűzte. Ezzel azonban nem elégedett meg, hanem tovább vezette seregét Lengyelországba. Az 1005-ben megkötött béke értelmében Boleszláv kénytelen volt lemondani az Odera és az Elba közötti területekről, valamint elismerni a német hűbérességet.
A béke azonban csak öt évig tartott, erre az időre esik a német földön utolsóként létrehozott (1007) német püspökség, a bambergi megalapítása.

### Harmadik lengyel hadjárat
Az 1010–1013 között vívott újabb háború eredményeképpen a lengyel uralkodó megkapta – igaz, német hűbérként – Lausitzot.

### Második itáliai hadjárat
1013–1014 a második itáliai hadjárat évei. Erre ugyan VI. Gergely ellenpápa biztatására vállalkozott Henrik, ám mégis VIII. Benedek oldalára állt, aki aztán császárrá is koronázta 1014-ben. A hadjárat másik eredménye volt a még mindig ellenálló Arduin végleges leverése.

### Negyedik lengyel hadjárat
1015-ben vette kezdetét a Vitéz Boleszláv elleni háború utolsó felvonása. Miután a lengyel uralkodó agresszív politikája eredményeként szinte valamennyi szomszédjával összeütközésbe került, 1016-ban Henrik, I. István magyar király és I. Jaroszláv kijevi nagyfejedelem részvételével koalíció alakult ellene. Az 1017-ben három oldalról meginduló támadás végre elhozta az 1003 óta tartó lengyel–német háborúskodás végét. Az 1018-ban megkötött béke értelmében Lausitz Boleszláv hűbére maradt.

### Burgundia kérdése
Még a lengyel háború idején, 1016-ban köttetett meg az az örökösödési szerződés a császár és III. Rudolf burgund király között, amely nem is olyan sokára egy egész országot csatolt a birodalomhoz.

### Szászországi lázadás
1018 és 1020 között Henriknek II. Bernhard szász herceg lázadásával kellett megküzdenie: ez volt egyben az uralma ellen indított utolsó felkelés.

### Harmadik itáliai hadjárat
Hamarosan VIII. Benedek pápa a bizánciak elől Henrikhez menekült. 1020-ban Bambergben találkoztak, itt Benedek felszentelte az új katedrálist, és a pápa Henrik segítségét kérte egy dél-itáliai hadjárathoz. A császár harmadszorra is Itáliába indult (1021–1022). Visszasegítette Benedeket, majd elfoglalta Salernót és Capuát. Hamarosan Beneventum is meghódolt előtte, így a hercegek ismét birodalmi fennhatóság alá kerültek. Az 1022-ben megtartott páviai zsinaton a pápa Henrikkel egyetértésben szigorú intézkedéseket tett a cölibátus (papi nőtlenség) védelmére. A zsinatot II. Róberttel együtt szervezte meg a császár.

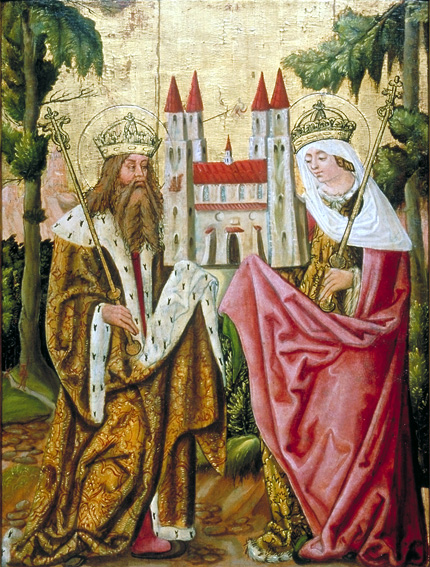
Henrik és Kunigunda

### Halála
Henrik az egyházi szervezet reformján dolgozott a pápával együtt, amikor 1024-ben váratlanul meghalt, befejezetlenül hagyva művét. Gyermek nem maradt utána, mivel feleségével, Luxemburgi Kunigundával együtt szüzességi fogadalmat tettek. A császár alakja köré halála után legendák szövődtek. A későbbi elbeszélések szerint Henrik a gyermektelenséget hősi bátorságnak tekintette, valamint a császár karaktere is jelentős változáson ment át az idők során. Végül mindkettőjüket szentté avatták, III. Jenő pápa Henriket 1146-ban és III. Ince pápa Kunigundát 1200-ban.
Henrikkel halt ki a 919 óta a német trónon ülő Szász-ház. A császárt az általa és feleségével alapított bambergi katedrálisban temették el.